# أماني (اسم)
أماني هو اسم عربي الأصل والمعنى، وهو جمع أمنيَّة ويعني في اللغة: بُغْية ومطلب، رغبةٌ مرجوَّة، وما يتمنّاه الإنسانُ ويشتهيه. وهو اسم أنثوي في اللغة العربية، ومع نهاية القرن الماضي انتشر في أمريكا وأوروبا آخذاً أشكال عدّة في طريق الكتابة نظراً لتنوّع أساليب الحروف اللاتينية ولكنّ معناه بقى واحداً ولم يتغير.

## أعلام باسم أماني
- أماني الخياط، إعلامية مصرية.
- أماني ريناس، ملكة مصرية قبل الميلاد.
- أماني تيري، حاكمة مملكة كوش.
- أماني الكندري، مذيعة في تلفزيون الكويت.
- أماني الحكيم، ممثلة ومؤدية أصوات سورية.
- أماني الترجمان، سيدة أعمال مصرية.